# ジョーイ・ボーサ
- ジョーイ・ボサ

ジョセフ・アンソニー・ボーサ（Joseph Anthony Bosa, 1995年7月11日 - ）は、アメリカ合衆国フロリダ州フォートローダーデール出身のプロアメリカンフットボール選手。NFLのバッファロー・ビルズに所属している。ポジションはディフェンシブエンド。同じくNFL選手で、サンフランシスコ・49ersに所属しているニック・ボーサは実弟である。

## 経歴

### カレッジ
オハイオ州立大学で3年間主力として活躍し、2016年のNFLドラフトにアーリーエントリーした。
| 個人成績         | 個人成績         | 個人成績         | 個人成績         | 個人成績         | 個人成績         | 個人成績         |
| オハイオ州立大学 | オハイオ州立大学 | オハイオ州立大学 | オハイオ州立大学 | オハイオ州立大学 | オハイオ州立大学 | オハイオ州立大学 |
| 年度             | 試合             | ディフェンス     | ディフェンス     | ディフェンス     | ディフェンス     | ディフェンス     |
| 年度             | 試合             | Tckl             | TfL              | Sck              | Int              | FF               |
| ---------------- | ---------------- | ---------------- | ---------------- | ---------------- | ---------------- | ---------------- |
| 2013             | 11               | 42               | 13.5             | 7.5              | 0                | 0                |
| 2014             | 15               | 55               | 21.5             | 13.5             | 0                | 4                |
| 2015             | 12               | 51               | 16               | 5                | 1                | 1                |
| 通算             | 38               | 148              | 51               | 26               | 1                | 5                |

### サンディエゴ / ロサンゼルス・チャージャーズ
ドラフト全体3位でサンディエゴ・チャージャーズから指名され、その後4年総額2580万ドルのルーキー契約を結んだ。
| 身長                                                                           | 体重            | 腕 の 長 さ       | 手 の 大 き さ    | 40Yrd ダ ッ シ ュ | 10Yrd ス プ リ ッ ト | 20Yrd ス プ リ ッ ト | 20Yrd シ ャ ト ル | 3 コ 丨 ン ド リ ル | 垂 直 跳 び   | 立 ち 幅 跳 び      | ベ ン チ プ レ ス | ワ ン ダ 丨 リ ッ ク |
| ------------------------------------------------------------------------------ | --------------- | ----------------- | ----------------- | ----------------- | -------------------- | -------------------- | ----------------- | ------------------- | ------------- | ------------------- | ----------------- | -------------------- |
| 6 ft 5+1⁄4 in (196 cm)                                                         | 269 lb (122 kg) | 33+3⁄8 in (85 cm) | 10+1⁄4 in (26 cm) | 4.77 s            | 1.68 s               | 2.83 s               | 4.21 s            | 6.89 s              | 32 in (81 cm) | 10 ft 1 in (3.07 m) | 28 回             | 37                   |
| NFLスカウティングコンバイン, Bench Press, 40 time, and Broad Jump from Pro Day |                 |                   |                   |                   |                      |                      |                   |                     |               |                     |                   |                      |

#### 2016年シーズン

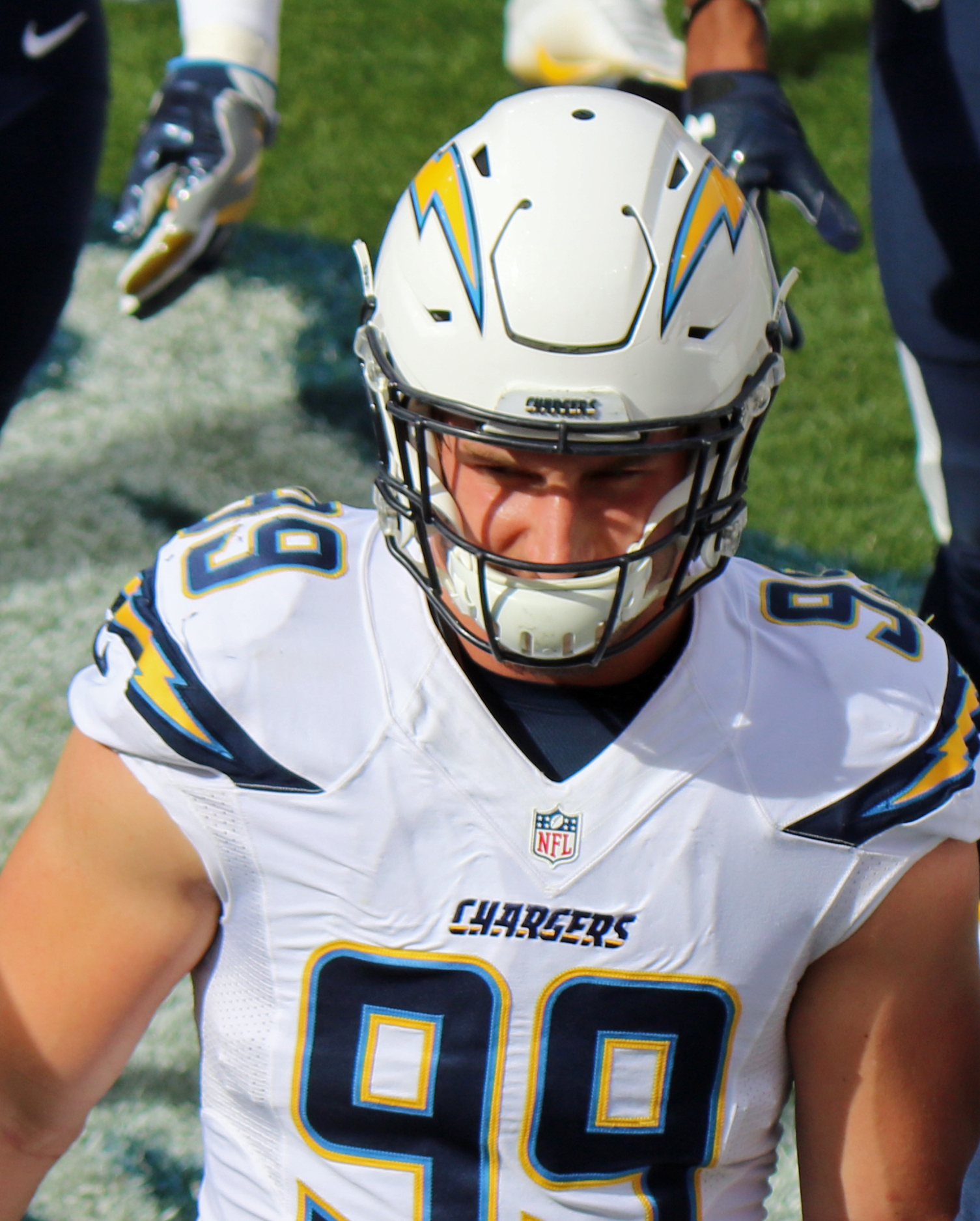
2016年のボーサ

シーズン開幕前にハムストリングを痛め、第1週から4週までを欠場した。復帰後は主力として活躍し、NFL守備部門年間最優秀新人賞を受賞した。

#### 2017年シーズン
このシーズンは自身初のプロボウルに選出された。

#### 2018年シーズン
このシーズンは怪我に苦しみ、7試合の出場に留まった。

#### 2019年シーズン
このシーズンから背番号「99」を大学時代の「97」に変更した。2年ぶりにプロボウルに選出された。

#### 2020年シーズン
2020年1月28日にチャージャーズと5年総額1億3500万ドルの契約延長に合意した。これは守備選手としては当時のNFLの最高額であった。このシーズンもプロボウルに選出された。

#### 2021年シーズン
このシーズンも3年連続でプロボウルに選出されたが、怪我のため欠場した。

#### 2022年シーズン
第3週のジャクソンビル・ジャガーズ戦で鼠径部を負傷し、第17週のロサンゼルス・ラムズ戦で復帰するまでの12試合を欠場した。

#### 2023年シーズン
第11週のグリーンベイ・パッカーズ戦で右足首を負傷し、シーズンの残りの試合を欠場した。

#### 2024年シーズン
第3週のピッツバーグ・スティーラーズ戦で臀部を負傷し3試合を欠場した。復帰後は先発しない試合も目立ち、11試合で3サックに留まったが、チームメイトであるカリル・マックの代理として3年ぶりのプロボウルに選出された。
2025年3月5日、チャージャーズからリリースされた。9シーズンでの通算72サックはチャージャーズ史上2位であった。

### バッファロー・ビルズ
2025年3月11日、バッファロー・ビルズと1年1260万ドルの契約を結んだ。

## 家族

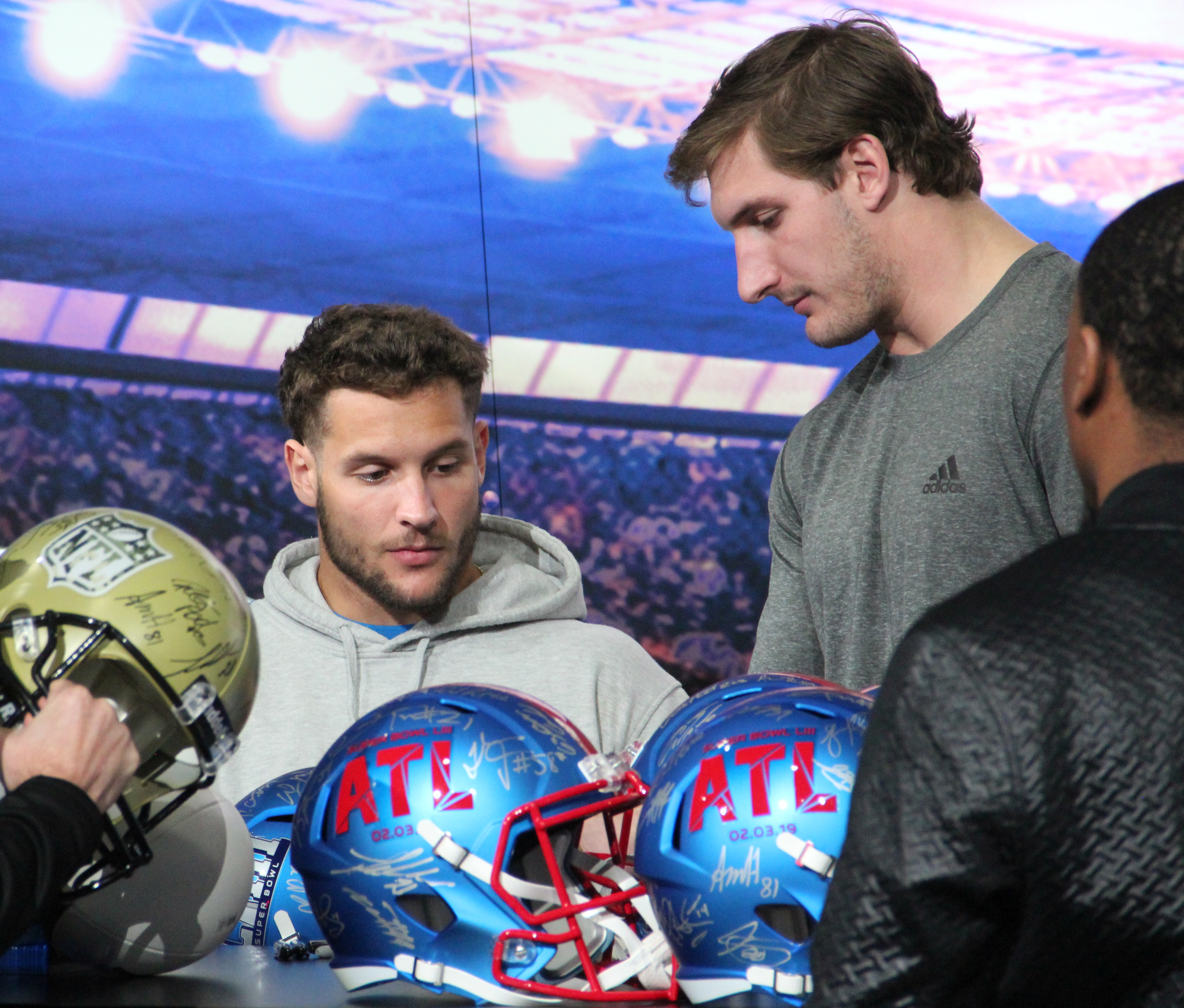
ジョーイ(右)と弟のニック

父のジョン・ボーサは元NFL選手で、弟のニック・ボーサ、いとこのジェイク・クマローはそれぞれ現役のNFL選手である。この3人に加え、祖父のパルマー・パイル、叔父のエリック・クマロー、大叔父のマイク・パイルも全員元NFL選手である。また、曽祖父はマフィア組織シカゴ・アウトフィットで大ボスを務めていたトニー・アッカルドである。